# Rolando García
Rolando García (15 de dezembro de 1942) é um ex-futebolista chileno. Ele competiu na Copa do Mundo FIFA de 1974, sediada na Alemanha.